# Saxemara båtvarv
Saxemara båtvarv är ett småskaligt båtvarv för tillverkning av träbåtar i Saxemara i Ronneby kommun. Varvet ligger i Saxemaraviken ungefär fem kilometer söder om Ronneby och har funnits på platsen sedan 1927. Varvet grundades redan 1917 men då på Stickelön i den västligaste delen av Ronneby kommun. Förr i tiden var Blekingekusten full av varv likt Saxemaravarvet varav detta varv är det enda kvarvarande som ännu är i drift. Verksamheten i Saxemara höll en hög kvalité och varvet levererade därför båtar till både Marinen, Tullverket och Lotsverket.

## Kulturmiljö
Kulturmiljön runt varvet är oförstörd och varvet ägs sedan 2007 av Blekinge museum som håller utställningar under sommarhalvåret samt sedan 2014 hyr ut anläggningen till en verksamhetsutövare som fortsatt bedriver tillverkning av traditionella träbåtar av företrädesvis blekingska modeller. Under de arkeologiska utgrävningarna 2019 av skeppet Gribshunden användes båtvarvet som bas för operationerna. Ronneby kommun har upprättat en detaljplan som fick laga kraft 2024 med syfte att skydda kulturmiljön samtidigt som varvsmiljön ska kunna tillåtas att utvecklas med som varv och med kulturändamål.

### Övriga källor
- Protokollsutdrag från Kommunstyrelsens arbetsutskott § 420, Ronneby kommun
- Detaljplan för Saxemara båtvarv via Nationella geodataplattformen (NGP)